# Catedrala „Sf. Împărați Constantin și Elena” din Hunedoara
Caterala „Sfinții Împărați Constantin și Elena” este un monument istoric aflat în municipiul Hunedoara

## Istoric și trăsături
Lăcaș de cult din piatră, în plan „cruce greacă înscrisă”, prevăzut cu o turlă-cupolă centrală, încadrată de patru turnulețe octogonale, construit după schițele arhitectului Patriarhiei Române, Dumitru Ionescu-Berechet, între anii 1939 și 1944, pe cheltuiala deputatului Constantin Bursan, cel mai mare ctitor de biserici românești din perioada contemporană. Lăcașul, placat cu marmură, este împodobit la interior cu o frumoasă frescă, realizată de pictorul Ștefan Constantinescu din București..

## Imagini

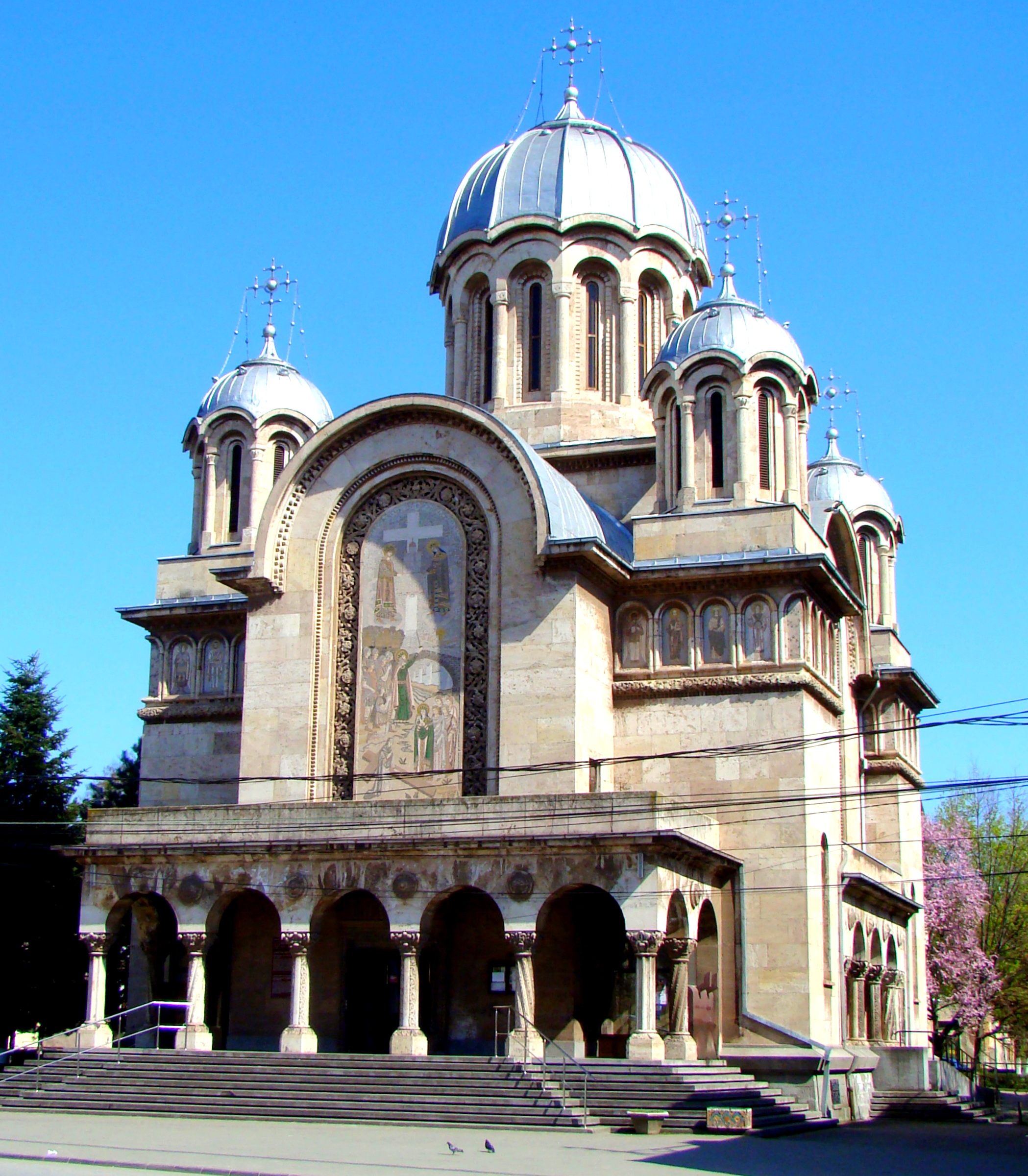
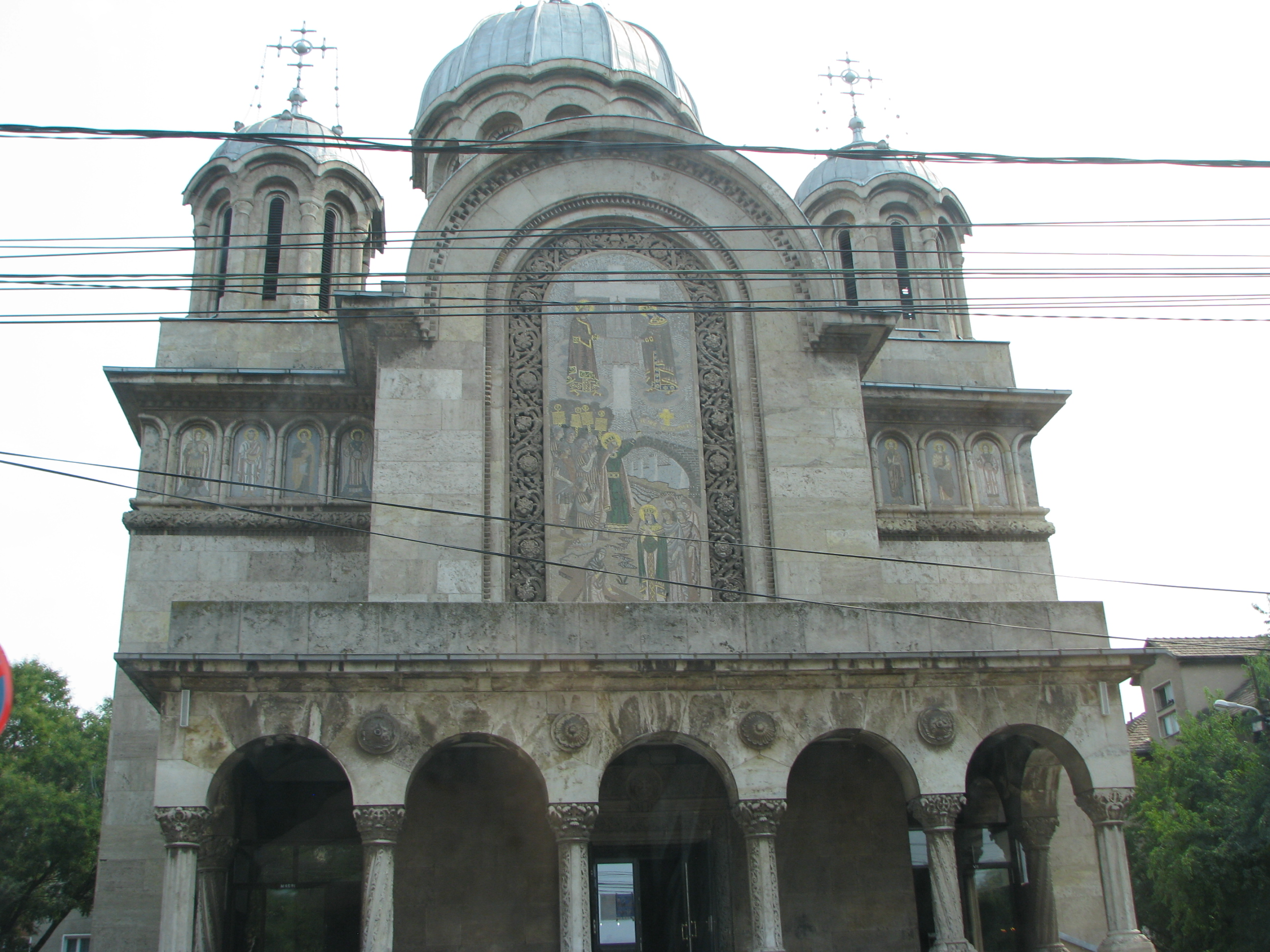
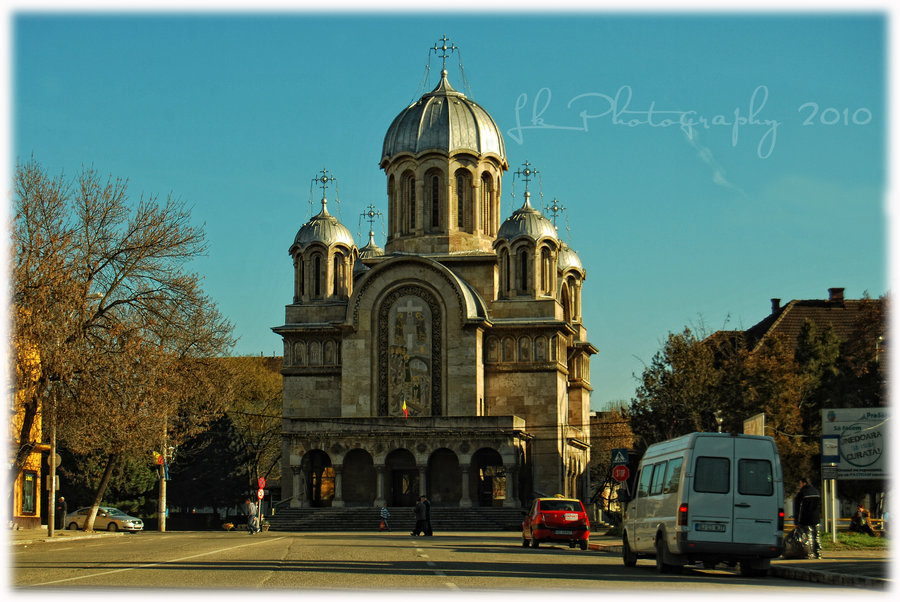
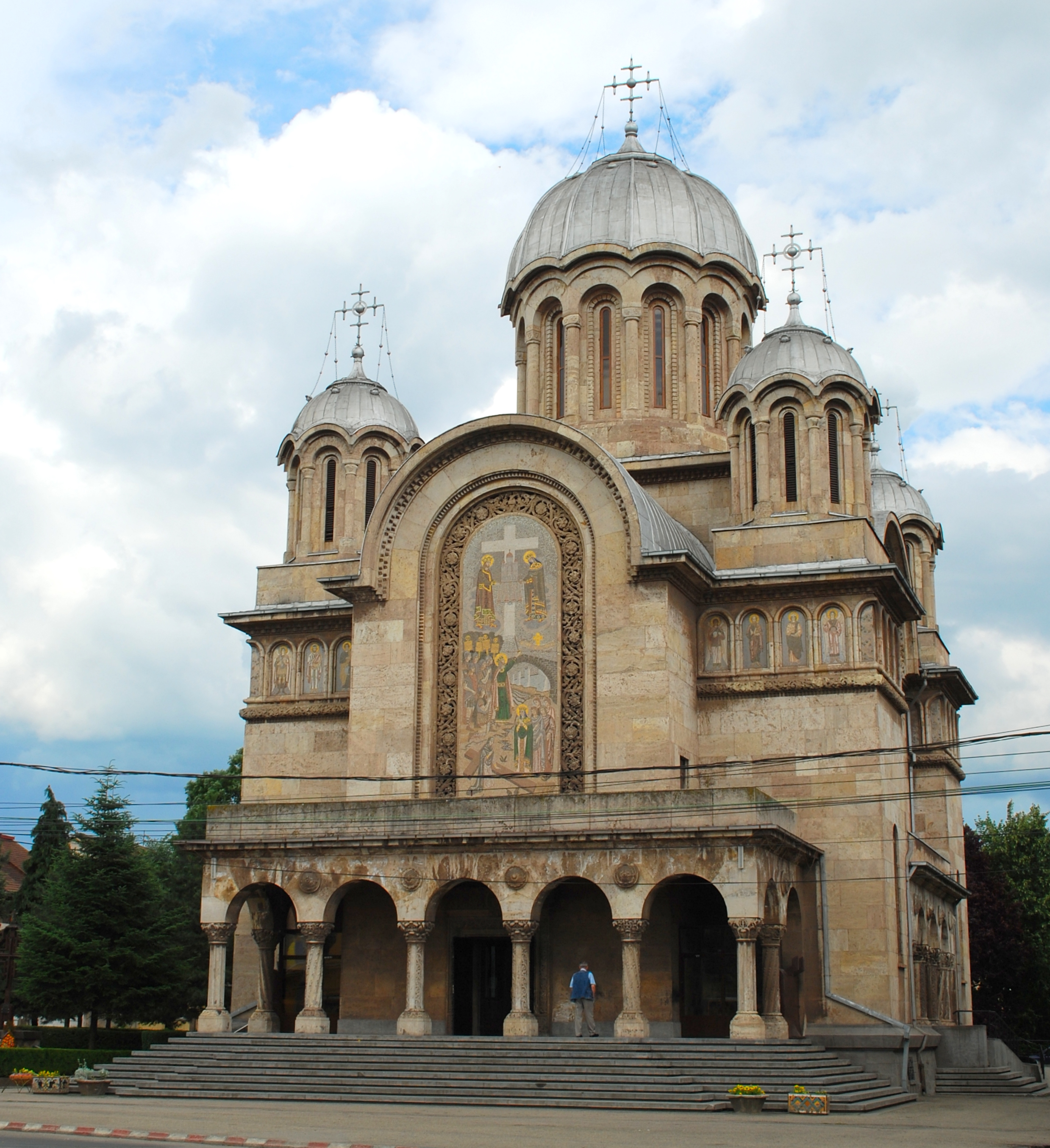
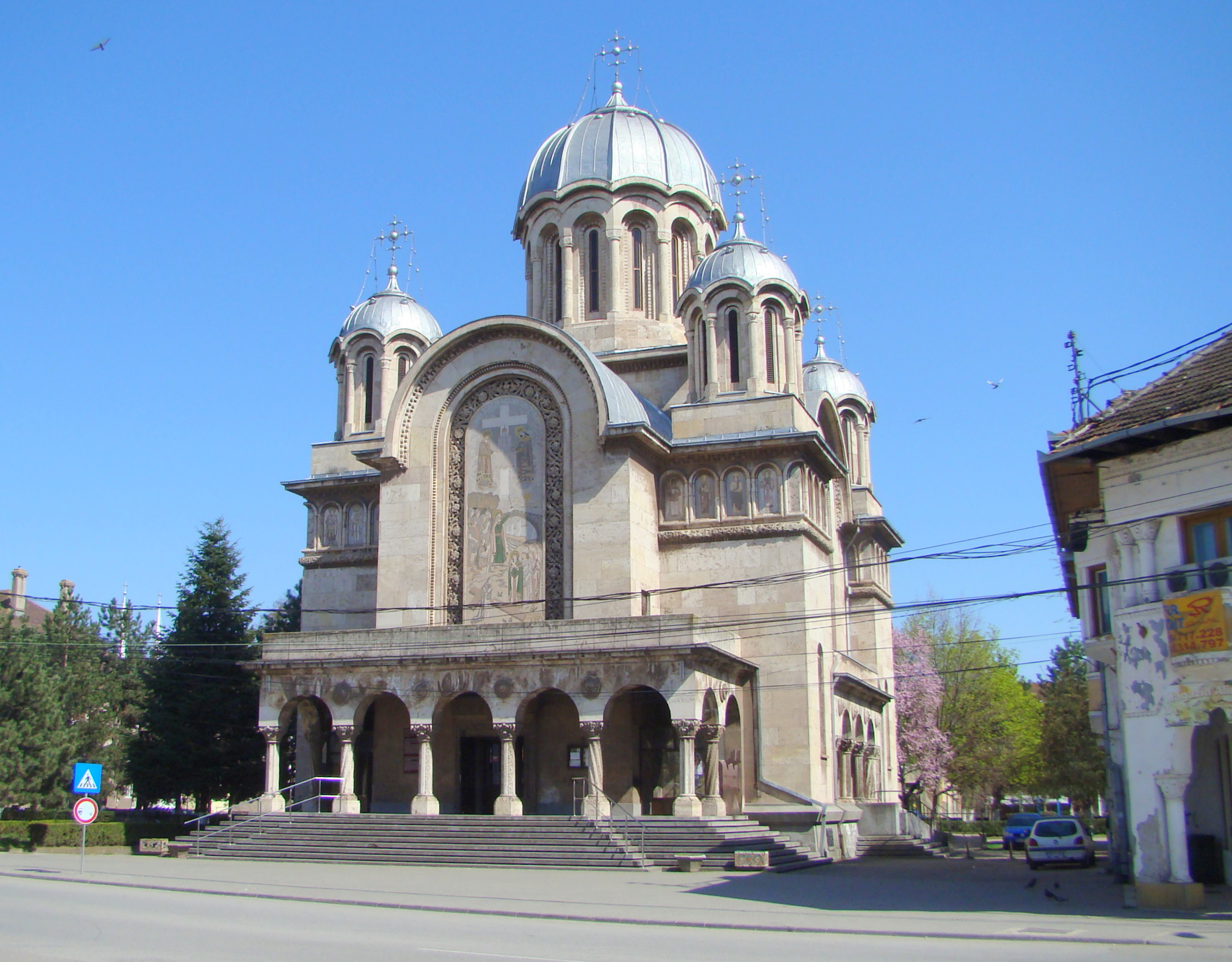
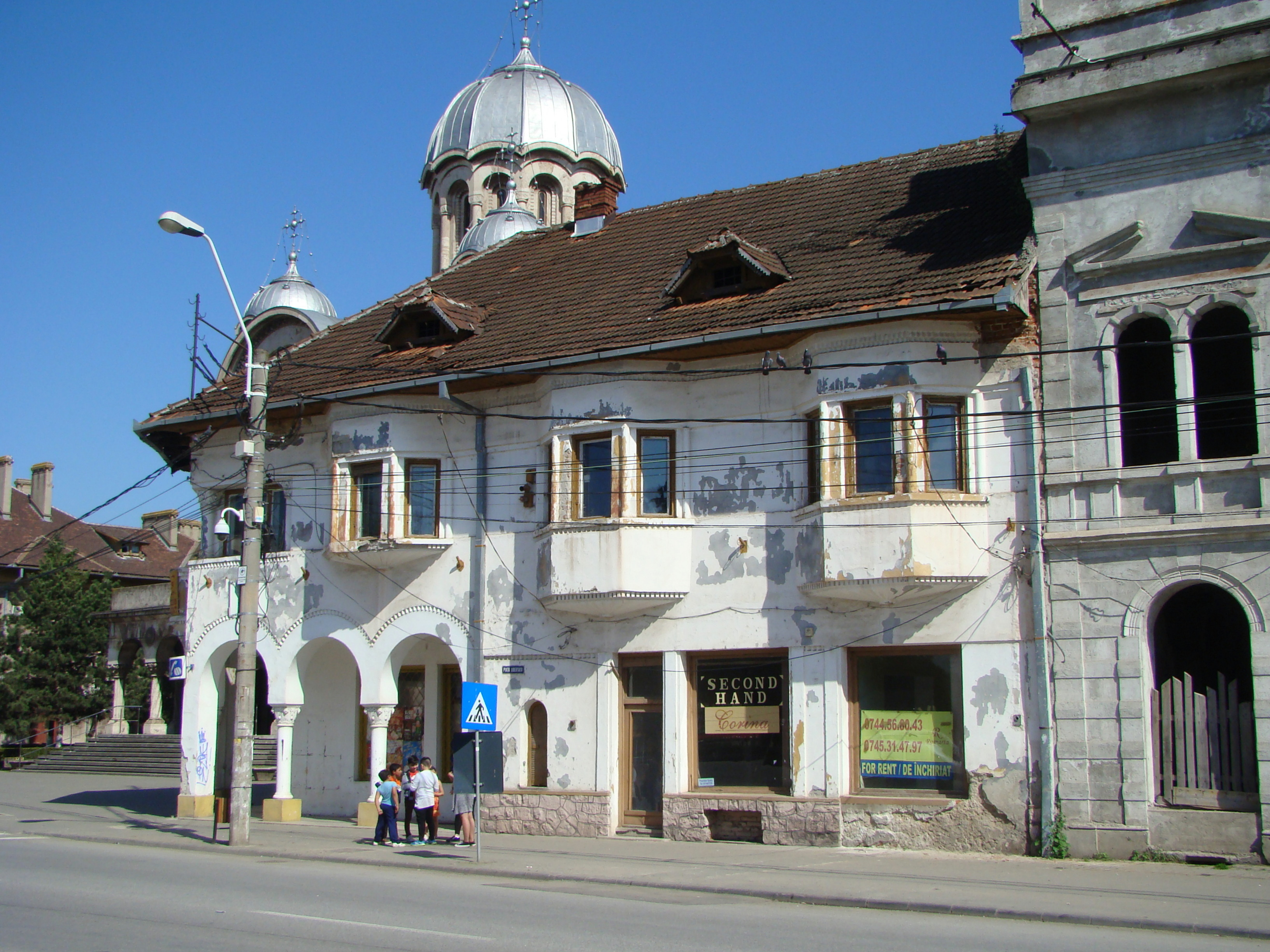